# Obranné zpravodajství
Obranné zpravodajství (OBZ) byla vojenská zpravodajská služba vzniklá u 1. československého armádního sboru v SSSR a později působící v rámci československé armády. OBZ vzniklo na přímý příkaz velení sovětské armády a až do svého zrušení plně podléhalo vedení KSČ a jejím prostřednictvím sovětské NKVD. OBZ se zároveň podílelo se na postupném přebírání moci KSČ v Československu v letech 1945–1948 a po převzetí moci komunistickou stranou v únoru 1948 na odstraňování skutečných či smyšlených oponentů KSČ v československé armádě. Oficiálně zaniklo 1. dubna 1946, kdy bylo formálně změněno na Páté oddělení Hlavního štábu.

## Založení
OBZ vzniklo rozkazem velitele 1. armádního sboru v SSSR gen. Svobody ze dne 7. ledna 1945 na přímou žádost člena vojenské rady 4. ukrajinského frontu generála Mechlise. Zřizování zpravodajské služby vždy přísluší Parlamentu republiky a Ludvík Svoboda byl za tento svévolný čin kritizován. Přesto situace byla taková, že exilová vláda E. Beneše sídlící v Košicích mohla Svobodovy kroky pouze potvrzovat či jen registrovat a na dění u armádního sboru i na osvobozeném území neměla žádný vliv.
Kromě vedení 1. armádního sboru měla zájem na vzniku OBZ i NKVD, neboť vyvstala potřeba vytvořit protiváhu Moravcova londýnského 2. (zpravodajského) oddělení HŠ. OBZ se mělo stát silou, jejímž prostřednictvím by mohla KSČ a potažmo i NKVD kontrolovat československou armádu a uplatňovat v ní svůj vliv.VZCR Strukturu a metodiku práce převzalo OBZ z předpisů Rudé armády.
Prvním velitelem OBZ byl jmenován npor. v záloze Bedřich Reicin. Jeho jmenování prosadil gen. Mechlis a potažmo moskevské vedení KSČ a to přes nesouhlas gen. Svobody i sovětského velení. Reicinovým zástupcem se stal JUDr. Karel Vaš (toho prosazovalo sovětské velení, neboť v té době již spolupracoval s NKVD).

## Historie
16. dubna 1945 došlo k vytvoření Hlavní správy OBZ (HS OBZ), do jehož čela byl jmenován kpt. B. Reicin. Na uvolněnou funkci přednosty OBZ byl jmenován K. Vaš. Z jeho rozhodnutí došlo k deportacím příslušníků slovenské armády, Hlinkových gard a dalších do sovětských zajateckých táborů a to v rozporu s Košickým vládním programem. OBZ takřka po celý rok 1945 využívalo neexistenci parlamentu (neexistovala právní norma pro činnost zpravodajských služeb) a tedy i neexistenci parlamentní kontroly.
3. července 1945 ustanovila HS OBZ strukturu obranného zpravodajství až na úroveň praporů. Dále byly v rámci všech úrovní armády budovány agenturní sítě sloužící k pátrání po rozvratných či špionážních elementech. Kromě toho OBZ budovalo agenturní sítě i mimo armádu; v politických stranách, sdělovacích prostředcích, ale i v SNB či StB.
S ukončením branné pohotovosti k 30. prosinci 1945 ztratilo OBZ mimořádné pravomoci pro zajišťování veřejného pořádku. V rozporu s tím nadále provádělo zatýkání civilních osob; jednalo se zejména o příslušníky ruské emigrace. Ti byli následně předáváni sovětským orgánům.
Začátkem roku 1946 mělo OBZ (díky zejména díky Reicinově ochraně ze strany ministra národní obrany L. Svobody) výsadní postavení a další bezpečnostní složky byli povinny OBZ předávat veškeré získané informace. OBZ se navíc podařilo převzít odposlouchávací zařízení z působnosti ministerstva pošt, které následně využívalo k odposlechu vysokých armádních představitelů. OBZ hrálo zároveň rozhodující roli při ovládnutí ministerstva vnitra komunistickou stranou.
Činnost HS OBZ se stále častěji stávala cílem kritiky a interpelací ze strany nekomunistických poslanců. Kritizována byla zejména faktická nezávislost OBZ na úrovni vojenských oblastí na vojenských velitelích. Proto vydal náčelník HŠ gen. Boček 1. dubna 1946 výnos, podle kterého byly jednotlivé složky OBZ zařazeny jako 5. oddělení štábů do jednotlivých velitelských oblastí. OBZ tak oficiálně přestalo existovat.

## Struktura
OBZ se dělilo na dvě složky : řídící (HS OBZ a podřízené správy do úrovně divize) a výkonnou (bezpečnostní oddíly, které bez zákonného opodstatnění využívaly pravomoci vyhrazené SNB: zatýkání, domovní prohlídky atd.). Tato struktura s nezákonnou represivní a výkonnou složkou byla v Československém právu bezprecedentní, převzatá z konceptu NKVD.

### 1945
V čele OBZ stál přednosta, který měl zástupce a pobočníka. Přednosta řídil 7 oddělení:
- Organizační a osobní
- Operační a pátrací
- Studijní a vyhodnocovací
- Vyšetřovací a právní
- Obrany průmyslu
- Ochrany hranic
- Velitelství letectva

a dále potom řídil:
- Technickou skupinu
- Hospodářskou skupinu[1]

### 1946
Od 14. února 1946 byla HS OBZ tvořena 4 odděleními:
- 1. všeobecné
- 2. pátrací
- 3. ochrana a obrana
- 4. organizace, výcvik a osobní věci

a dále potom:
- pomocným úřadem
- spisovnou, evidencí a fotolaboří
- hospodářskou skupinou
- zpravodajskou školou
- Spojovací četu
- Bezpečnostní oddíl[1]

## Činnost
Mezi nejdůležitější úkoly OBZ patřila vnější a vnitřní ochrana armády. V oblasti vnitřní ochrany to bylo prověřování a kontrola příslušníků armády, posuzování návrhů na povýšení či ustanovení do funkce, v oblasti vnější zneškodňování nepřátelských agentů a diverzantů a pátrání po kolaborantech. K tomu byla využívána agenturní síť vytvořená z řad civilního obyvatelstva. Zároveň OBZ prověřovalo důstojníky a rotmistry, kteří vstupovali do armádního sboru na základě mobilizační vyhlášky na osvobozeném území.
Okamžitě po založení se jedním z úkolů OBZ stalo sledování důstojníků, kteří přicházeli k armádnímu sboru v SSSR z Anglie. Důvodem byl spor mezi nimi a gen. Svobodou; otevřeně totiž kritizovali brutální způsob vedení boje, který velení 1. armádního sboru v SSSR praktikovalo a který vedl k neúměrně velkým vlastním ztrátám (tento způsob boje byl přejat z Rudé armády a nejmarkantněji se projevil při Dukelské operaci).
Do konce roku 1945 (do 30. prosince) trvala na území Československa branná pohotovost státu v rámci níž plnila úkoly ochrany veřejného pořádku armáda. V rámci tohoto úkolu došlo k přetvoření oddílů polního četnictva na oddíly branného zpravodajství a ty spadaly do kompetence OBZ (jejich řízením byl pověřen Vaš). Na základě rozkazu ministra národní obrany byly jednotky armády i bezpečnostní složky ministerstva vnitra podřízeny OBZ.
V rukách OBZ se zároveň soustřeďovaly ukořistěné archivy abwehru a gestapa, na základě nichž vedlo OBZ vyšetřování proti kolaborantům a zrádcům a zároveň byly vyráběny "protokoly" které později sloužily pro likvidaci nepohodlných důstojnických kádrů. OBZ bylo v té době tvořeno vesměs příslušníky tzv. osvětové služby (z 1. armádního sboru v SSSR), což byli komunisté či jejich sympatizanti. Zároveň byly veškeré zjištěné informace předávány vedení KSČ a řídícím orgánům NKVD. OBZ a její oddíly se také zaměřovaly na ochranu státních hranic a likvidaci nepřátelských center, tvořených příslušníky bývalých bezpečnostních složek nacistického Německa.
Od roku 1946 se OBZ soustřeďovalo na získávání spolupracovníků v nekomunistických stranách či přímo sympatizanty komunistů z řad vysokých důstojníků do nekomunistických stran vysílalo.